# Evangelische Kirche (Meiches)

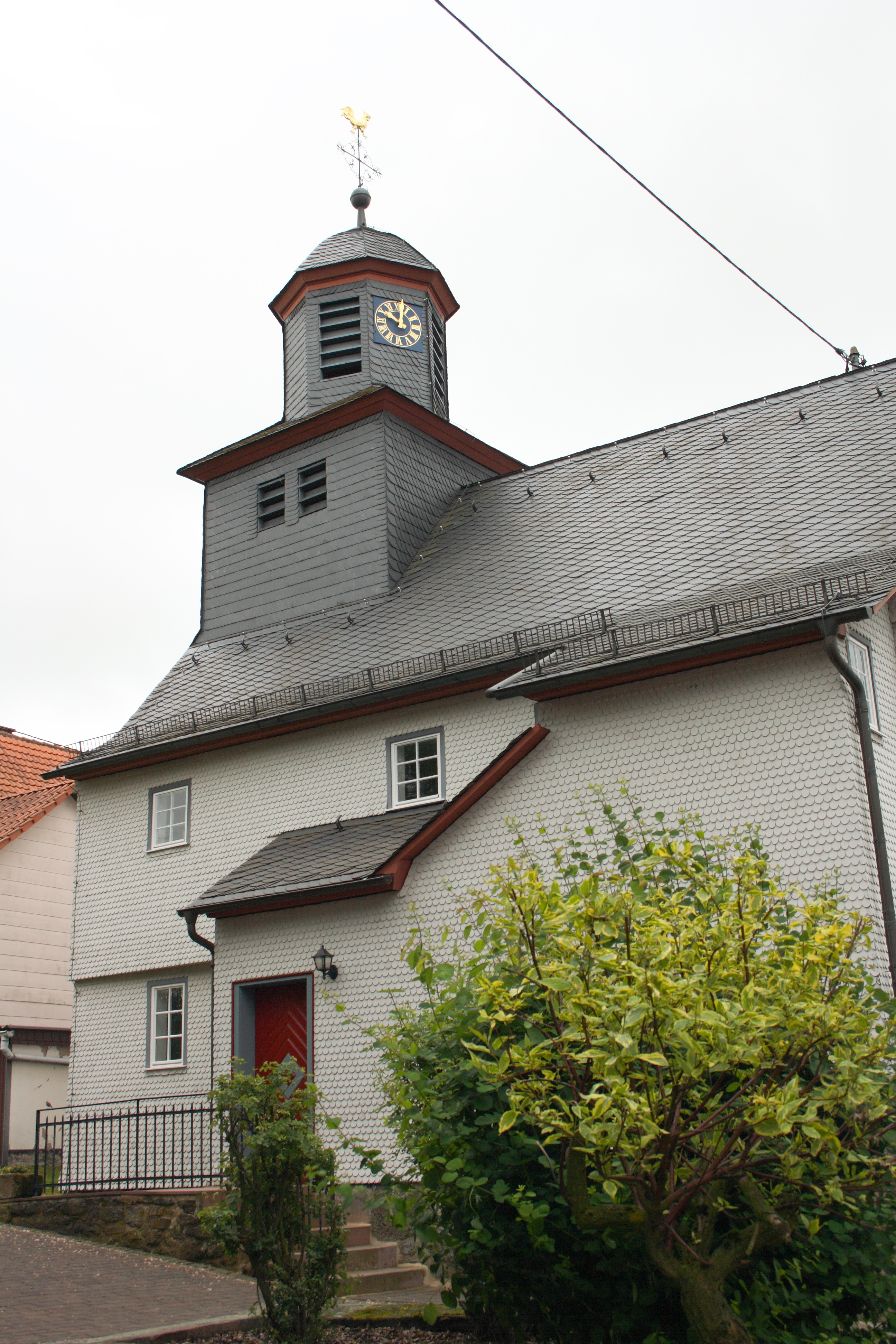
Evangelische Kirche in Meiches

Die evangelische Kirche Meiches ist ein denkmalgeschütztes Kirchengebäude im Ortsteil Meiches der Gemeinde Lautertal im Vogelsbergkreis in Hessen. Die Kirchengemeinde gehört zum Dekanat Vogelsberg in der Propstei Oberhessen der Evangelischen Kirche in Hessen und Nassau.

## Beschreibung
Die rechteckige, zweigeschossige Saalkirche, eine mit Schindeln verkleidete Fachwerkkirche, entstand durch Ausbau einer Scheune. Aus dem Satteldach des Kirchenschiffs erhebt sich seit 1820 im Südosten ein quadratischer Dachturm über dem Chor, der mit einer achteckigen Laterne bekrönt ist. Die Flachdecke im Innenraum ruht längs auf zwei Unterzügen, die auf Stützen vor dem Chor enden. Die Emporen befinden sich an drei Seiten, ihre Brüstungen sind bemalt. Das Taufbecken ist von 1637. Die Kanzel, die hinter dem Altar steht, wurde um 1733 gebaut. Die Orgel wurde 1839 von Johann Hartmann Bernhard gebaut.